# Chery Arrizo 5 Plus
O Chery Arrizo 5 Plus (Chery Arrizo 6 no Brasil) ou anteriormente, Chery Arrizo GX (艾瑞泽GX) é um sedã médio (segmento C) produzido pela Chery. O Arrizo GX foi baseado no Chery Arrizo 5 e estreou durante o Salão do Automóvel de Pequim de 2018. O GX foi posteriormente renomeado para Arrizo 5 Plus para o facelift de 2021 logo após o Arrizo EX ter mudado o nome de volta para o nome anterior, Arrizo 5.
Foi lançado no Brasil em junho de 2020 como modelo 2021, montado em regime CKD na fábrica de Jacareí (SP). A partir do modelo 2023 ele passou a ser somente importado da China, com o fechamento da fábrica de Jacareí.